# Gunnar Eide
Gunnar Eide (1º maggio 1923 – 11 settembre 1994) è stato un calciatore norvegese, di ruolo centrocampista.

## Carriera

### Club
Eide vestì la maglia del Sarpsborg. Con questa squadra, vinse tre edizioni della Norgesmesterskapet (1948, 1949 e 1951).

### Nazionale
Giocò una partita per la Norvegia. Il 25 giugno 1952, infatti, fu in campo nella sconfitta per 4-1 contro la Jugoslavia.

## Palmarès

### Club

#### Competizioni nazionali
- Coppa di Norvegia: 3

Sarpsborg: 1948, 1949, 1951